# 마리아 발토르타

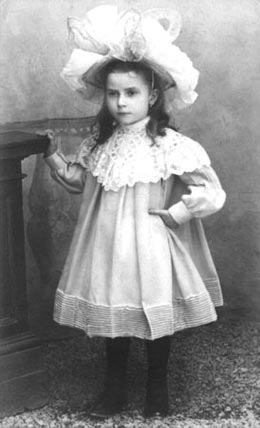
5세 때의 마리아 발토르타 1902년 사진.

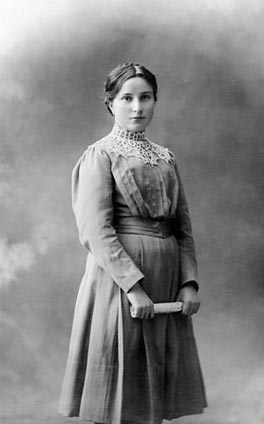
15세 때. 1912년 사진.

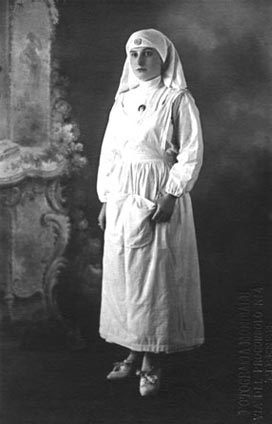
21세 때. 착한 사마리아인 간호사 시절. 1918년 사진.

마리아 발토르타(Maria Valtorta, 1897년 3월 14일 - 1961년 10월 12일)는 이탈리아의 작가이자 시인, 로마 가톨릭교회의 신비가이다. 그녀는 가톨릭교회를 주제로 한 작품을 많이 썼으며, 그녀의 추종자들은 그녀가 예수 그리스도와 성모 마리아의 발현을 체험하였으며, 이를 통해 글을 썼다고 믿고 있다.

## 유년기
마리아 발토르타는 이탈리아 캄파냐 주 카세르타에서 롬바르디아 주 출신의 부모의 외동딸로 태어났다. 마리아 발토르타의 부친 주세페는 이탈리아의 기병이었으며, 모친 이시데는 프랑스어 교사였다.
7세 때 그녀는 마르첼로 수녀원 부속 여학교에 입학하였으며, 12세 때 기숙학교로 들어갔다. 아버지가 군인이었기 때문에 그녀의 가족은 이탈리아 근처로 이사를 갔으며, 그곳에서 다양한 고전을 접하게 되면서 이탈리아 문학 공부를 할 수 있게 되었다. 그녀는 착한 사마리아인 간호사협회 회원으로 입회하여 피렌체에 있는 군 병원에서 18개월간 봉사하였다.
1920년 3월 17일 마리아 발토르타가 23세 때의 일이다. 어느 날 어머니와 함께 길을 걷던 그녀는 한 비행청소년을 만나 이유 없이 쇠지레로 등을 세게 맞았다. 그로 인하여 그녀는 3개월 동안 침상에 누워있었다. 3개월이 지난 후 회복세를 보였으며, 10년이 지난 후에는 완전히 치유되었다. 하지만 당시 충격으로 인한 합병증으로 인하여 결국 마리아 발토르타는 1934년 이후 28년간 침상에 머물게 되었다.

## 비아레조 정착
1924년 마리아 발토르타의 아버지는 은퇴하였으며, 그해 가족은 토스카나 해안가의 비아레조라는 도시에 정착하였다. 비아레조에 정착한 이후, 마리아는 거의 그곳을 떠나지 않았다. 비아레조에서 마리아는 거의 고독으로 점철된 삶을 살았다. 바닷가와 소나무 숲으로 가끔씩 야유를 가는 것만 빼고는 시간 대부분을 가족끼리 쇼핑을 나가거나 성당에 가서 미사 참례하는 것으로 보냈다.
1925년 마리아는 아기 예수의 데레사 성녀의 전기를 탐독하고 깊은 인상을 받았다. 1929년 12월 그녀는 청년문화대사로서 가톨릭 액션에 가입했으며, 1930년에 개인적으로 하느님에게 정결과 청빈, 순명의 덕을 지키겠노라고 서약을 하였다.
1933년 1월 4일은 유난히 힘들게 걸었던 마리아가 자신의 집 밖을 벗어난 마지막 날이었다. 그리고 1934년 4월 1일부터 그녀는 더 이상 자신의 침대에서 벗어날 수 없게 되었다. 1935년 그녀가 침상에서 전혀 일어나지 못하게 되면서 마르타 디초티가 그녀를 돌보게 되었다.
1942년 성모의 종 수도회의 선교 사제 로날도 M. 밀리오리니 신부가 마리아를 방문하였다. 이후 4년 동안 밀리오니 신부는 마리아의 영적 조언자가 되어 주었다. 1943년 마리아의 어머니가 임종하면서 마르타만이 마리아의 이야기를 들어주며 그녀와 함께 해준 유일한 사람이 되었다. 제2차 세계대전 기간인 1944년 4월에서 12월까지는 루카의 산탄드레아디토콤피토로 잠시 피난을 간 것을 제외하고, 마리아는 자신의 남은 생 대부분을 비아레조에서 침상에 누운 채 보냈다.

## 환시 체험
1943년 초, 마리아 발토르타가 9년 간 건강 상태가 안 좋아졌을 때, 그녀의 고해사제이자 영적 조언자였던 밀리오니 신부가 그녀에게 자서전을 한번 써보라고 충고하였다. 처음에는 주저하던 마리아는 이윽고 그의 의견에 동의하여 약 2개월 후에 수백페이지의 글을 손수 집필하였다.
1943년 4월 23일 성금요일 아침, 마리아 발토르타는 침상에 누운 채 마르타 디초티를 불러, 갑자기 자신에게 자기가 말해주는 대로 받아 글을 쓰라는 정체불명의 목소리가 들린다고 말하였다. 마르타는 마리아가 듣는다는 그 정체불명의 목소리에 대해 밀리오니 신부에게 말해주었다. 밀리오니 신부는 곧바로 마리아에게 와서 그녀에게 목소리의 지시에 따라 그대로 받아 적으라고 말해 주었고, 그녀가 받아 적을 노트를 계속해서 보내주었다.
그리하여 마리아는 1947년까지 매일같이 목소리가 들려주는 이야기를 그대로 받아 적었으며, 1947년부터 1951년까지는 간간이 받아 적었다. 마리아는 자신의 무릎 위에 수첩을 올려놓고 만년필로 글을 쓰곤 하였다. 그녀는 목차를 만들지도 않았으며, 심지어 자신이 대체 무슨 글을 쓰고 있는지 본인도 모르는 경우가 많았다. 그리고 나중에 글을 교정하기 위해 자신이 쓴 글을 다시 읽어보지도 않았다. 이따금씩 마리아는 마르타에게 요청하여 자신이 쓴 글을 낭독해달라고 하곤 하였다.
마리아 발토르타는 자신이 쓴 글에 대해 다음과 같이 단언하였다.
“나는 누군가의 도움 없이 순전히 나 혼자서 글을 썼으며, 심지어 글을 쓰는 와중에도 종종 내가 지금 쓰는 글이 무슨 의미인지 이해하지 못하는 경우가 많았다.”
그녀의 수첩에는 글을 쓴 날마다 해당 날짜가 기록되어 있다. 《하느님이시요 사람이신 그리스도의 시》 마지막 장의 몇몇 글은 앞장의 글보다 먼저 쓰여 있다는 점에서 그녀의 글은 순서대로 기재된 것이 아니라는 점을 알 수 있으나, 중간에 있는 글을 통해 앞부분과 뒷부분이 연결되어 무난한 흐름을 보여주고 있다.

## 수기
1943년부터 1951년까지 마리아 발토르타는 122권의 수첩에 15,000페이지에 달하는 글을 수기로 써냈다. 여기에 추가적으로 일곱 권의 수첩으로 이루어진 자서전을 집필하였다. 이러한 글들은 그녀의 대표 작품인 《하느님이시요 사람이신 그리스도의 시》의 바탕이 되었으며, 그녀의 작품 가운데 3분의 2를 차지하고 있다. 이 책에는 예수 그리스도의 출생에서부터 십자가에 못 박혀 숨을 거둘 때까지 생애 전반에 대하여 복음서가 전하는 내용보다 더욱 상세한 묘사가 담겨져 있다. 가령 가나의 혼인잔치 같은 경우, 복음서에는 간단히 대략적인 모습만 나와 있지만, 《하느님이시요 사람이신 그리스도의 시》에는 훨씬 방대한 내용에 거기에 참석한 사람들 사이에 나누었던 대화까지 포함되어 있다. 그밖에도 갈릴래아 전역을 돌아다녔던 그리스도의 여러 행적과 열두 제자 등과 나누었던 대화까지 묘사되어 있다.
수기로 직접 쓴 이 글의 특징은 전혀 정정이나 수정, 가필 등의 흔적이 전혀 없으며 흡사 받아쓰기와 비슷해 보인다는 것이다. 그리고 환시를 목격하는 동안 종종 심장발작과 폐질환으로 고통 받았다는 사실은 글의 자연스러운 흐름을 더욱 특이하게 만들었다. 그리고 책에서 나오는 다른 이들의 어법과는 달리 예수의 어법은 독특하면서도 눈에 띄는 톤과 스타일을 갖고 있다는 사실은 독자들로 하여금 깊은 인상을 안겨 준다. 또한 마리아는 이탈리아를 떠나 다른 나라를 가본 적이 전혀 없었을 뿐더러 일상 대부분을 침상에서 누워 지냈다는 사실을 참작해볼 때, 그녀의 글에 나타난 성지 예루살렘에 대한 지식은 놀라울 정도였다. 지리학자 비토리오 트레디치는 팔레스타인 지역의 지리적·광물학적 특징에 대한 그녀의 수기에 나와있는 상세한 설명은 도저히 설명할 길이 없다고 결론을 내렸다. 성경학자인 드리푸스 신부는 그녀의 수기에는 성경에 나와 있지 않은, 겨우 소수의 전문가만 알고 있는 이스라엘의 몇몇 작은 마을의 이름들도 열거되어 있다는 사실을 지적하였다.

## 죽음

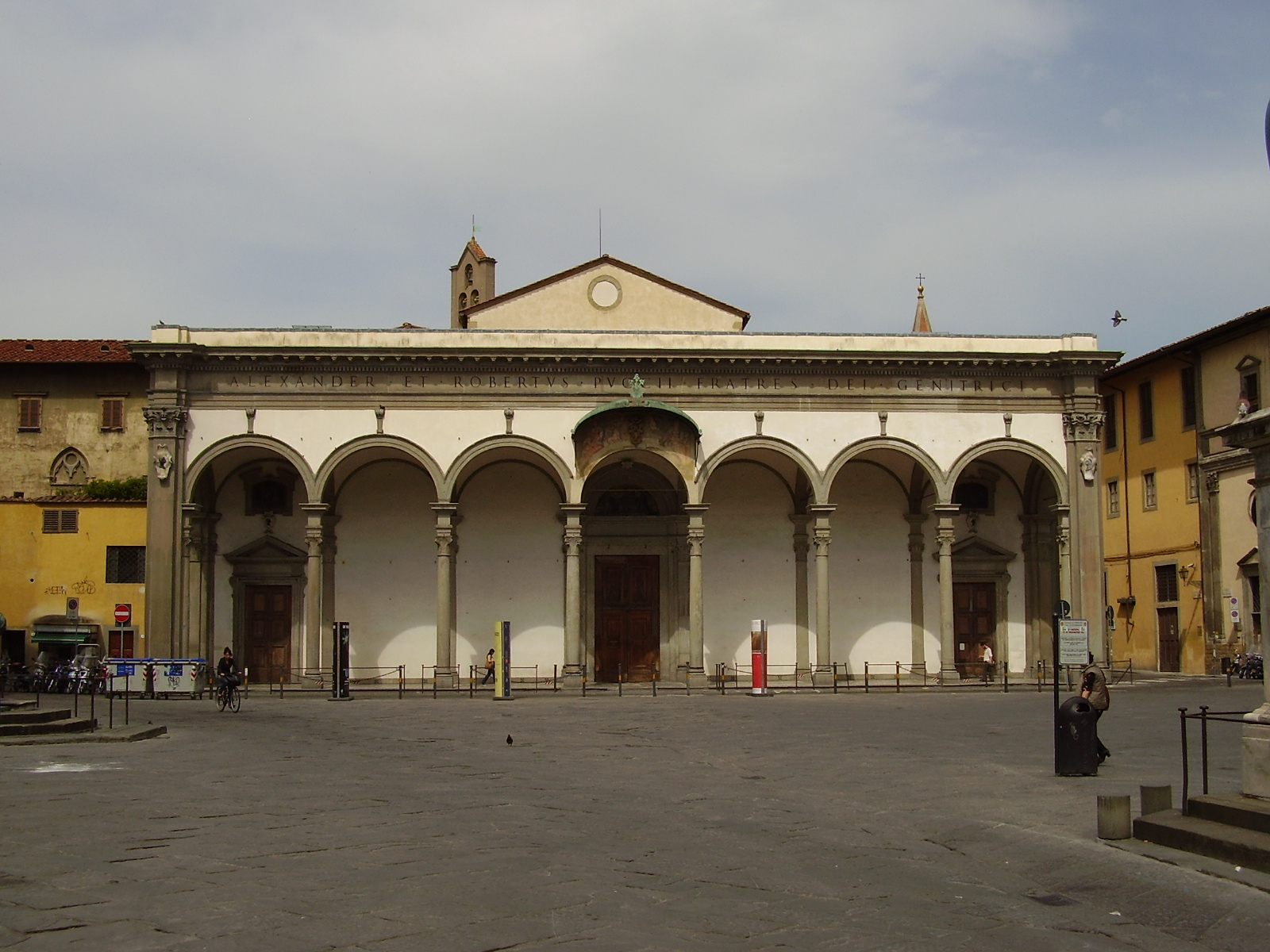
성모의 종 수도회의 본원인 피렌체의 산티시마 안누치아타 성당.

마리아 발토르타는 1961년 64세를 일기로 비아레조에서 사망하여 그곳에 안장되었다. 1973년 교회로부터 허락을 받아 그녀의 유해는 산티시마 안누치아타 디 피렌체 대수도원 부속 경당에 옮겨졌으며, 묘비에는 ‘거룩한 글을 쓴 작가(DIVINARUM RERUM SCRIPTRIX)’라는 비문이 새겨졌다.

## 임프리마투르
수년이 흐르면서 마리아 발토르타의 수기에 대한 지지가 바티칸 내에서 점차 확산되어갔다. 로만 다닐락 주교와 수사 파키암 대주교는 《하느님이시요 사람이신 그리스도의 시》에 대한 출판 허가를 공식적으로 승인하였다. 하지만 교황청의 공식 입장은 불분명하다. 1993년 교황청은 마리아 발토르타의 수기에 대해 공식적인 논평을 하지 않기로 결정하였다.
현재 마리아 발토르타가 받은 사적 계시와 그녀의 수기인 《하느님이시요 사람이신 그리스도의 시》에 대한 교황청의 공식 입장은 책의 출판과 보급을 반대하지 않는다는 것이다. 하지만, 책을 출판할 때 첫 페이지에 “이 책에 인용된 환시와 받아쓰기는 저자가 나름대로 예수님의 생애를 이야기하기 위하여 사용한 문학적 표현 양식일 뿐, 그것을 초자연적인 기원에서 오는 것으로 여겨서는 안 된다.”라는 경고 문구를 삽입할 것을 요구하고 있다. 즉 책을 자유롭게 읽되 그 내용을 초자연적인 기원에서 오는 것으로 여기지 말라는 것이다.

## 같이 보기
- 메주고리예의 성모
- 안나 가타리나 엠머릭
- 파우스티나 코발스카